# Aérodrome de La Florida (Chili)
L'aérodrome de La Florida (code IATA : LSC • code OACI : SCSE) est un aérodrome de La Serena, au Chili. C'est l'un des deux aérodromes chiliens avec un axe est–ouest de la piste (l'autre est Balmaceda); en raison de la forme du pays, toutes les autres pistes vont du nord au sud.

## Situation

### Carte des aéroports du Chili
| \| 100 km1:8 652 000 \| Porvenir El Salvador La Serena Mocopulli Valdivia Pucón Puerto Montt Puerto Williams Antofagasta Arica El Loa Iquique Osorno Balmaceda Araucanie Désert de l'Atacama Santiago Concepcion Île de Pâques Punta Arenas |
| 100 km1:8 652 000 |

## Compagnies aériennes et destinations
| Compagnies    | Destinations                                                                             |
| ------------- | ---------------------------------------------------------------------------------------- |
| LATAM Express | Antofagasta, Calama-El Loa, Copiapó-Désert de l'Atacama, Santiago du Chili-A.-M.-Benítez |
| Sky Airline   | Antofagasta, Santiago du Chili-A.-M.-Benítez                                             |

## Histoire
Le 19 janvier 1951, le capitaine Roberto Parragué, sur son avion "Manu-Tara", a pris son envol à partir de La Florida et a atterri sur Hanga Roa, Île de Pâques le jour suivant, réalisant le premier vol pour l'Île de Pâques.
Le 9 décembre 1982, Aeronor Vol 304 s'est écrasé au bout de la piste, tuant 46 passagers et membres d'équipage.